# Mike Greenlay
Michael R. "Mike" Greenlay, född 15 september 1968 i Vitória i Brasilien, är en kanadensisk före detta professionell ishockeymålvakt som tillbringade en säsong i den nordamerikanska ishockeyligan National Hockey League (NHL), där han spelade för ishockeyorganisationen Edmonton Oilers. Han hade en goals against average på 11,75 mål och en räddningsprocent på 0,765% på två spelade grundspelsmatcher. Greenlay spelade också för Cape Breton Oilers och Hershey Bears i American Hockey League (AHL); Atlanta Knights och Houston Aeros i International Hockey League (IHL); Knoxville Cherokees och Louisville Icehawks i East Coast Hockey League (ECHL); Saskatoon Blades i Western Hockey League (WHL) samt Lake Superior State Lakers i National Collegiate Athletic Association (NCAA).
Han draftades av Edmonton Oilers i nionde rundan i 1986 års draft som 189:e spelare totalt.
Efter den aktiva spelarkarriären har han bland annat arbetat som sportkommentator för TV-sändningar rörande Minnesota Wild.